# Trzy szalone zera
Trzy szalone zera – polski serial przygodowy, emitowany na antenie TVP2 w 2000 roku. Produkcja została wyreżyserowana przez Wiktora Skrzyneckiego. Serial składa się z 13 odcinków.
Zdjęcia do serialu były realizowane w Łebie.

## O serialu
Trójka przyjaciół mieszka w niewielkim nadmorskim miasteczku. Ola interesuje się magią, Olaf hoduje rybki, a Oskar zajmuje się różnymi wynalazkami i eksperymentami naukowymi. Zainteresowania chłopców nie zdobyły przychylności ich rodziców. Musieli udostępnić synom garaże na swoje pracownie, co wiązało się z parkowaniem samochodów na ulicy. Przyjaciele nie mieli łatwego życia w szkole. Dzięki swej ogromnej wyobraźni, pomysłowości oraz pierwszym literom imion zyskali przydomek - Trzy Szalone Zera. Bohaterowie zaskakują wszystkich swoimi szalonymi pomysłami.

## Obsada
- Joanna Jabłczyńska – Ola Obrębska
- Grzegorz Ruda – Olaf Fuler
- Sebastian Świąder – Oskar Szczekociński
- Jerzy Kamas – Alfred
- Katarzyna Skrzynecka – mama Oli
- Krzysztof Wakuliński – tata Oli
- Anna Polony – babcia Oli
- Grażyna Wolszczak – mama Olafa
- Cezary Morawski – tata Olafa
- Monika Świtaj – mama Oskara
- Józef Mika – tata Oskara
- Zdzisław Wardejn – profesor Turban
- Tadeusz Kwinta – profesor Kosmacz
- Maciej Gajewski – Konrad
- Mateusz Winiarek – Miki
- Marek Barbasiewicz – Sorensen
- Andrzej Pieczyński – Rychu
- Lech Dyblik – Kwas
- Sara Müldner – Tonia
- Andrzej Grąziewicz – zastępca Soerensena
- Krzysztof Stroiński – Janus
- Stanisław Niwiński – dyrektor radia
- Tomasz Dedek – dzielnicowy
- Andrzej Blumenfeld - Krytyk

## Odcinki
1. Niesprawiedliwe oskarżenie
2. Rodzice marzeń
3. Żegnaj nadziejo
4. Rower - monstrum
5. Szalone pomysły
6. Wyścig
7. Cudowne piłeczki
8. "Monika" w ogniu
9. Tajemniczy gość
10. Zniknięcie
11. Ola w niebezpieczeństwie
12. Przemytnicy
13. Wielki dzień